# Manuel Pietropoli
Manuel Pietropoli (* 30. April 1990 in Desenzano del Garda) ist ein ehemaliger italienischer Snowboarder. Er startete in den Freestyledisziplinen und nahm an zwei Olympischen Winterspielen sowie vier Snowboard-Weltmeisterschaften teil.

## Werdegang
Pietropoli trat international erstmals bei den Juniorenweltmeisterschaften 2005 in Zermatt in Erscheinung. Dort errang er den 41. Platz in der Halfpipe. Sein Debüt im Snowboard-Weltcup gab er zu Beginn der Saison 2005/06 in Valle Nevado, wobei er die Plätze 48 und 47 in der Halfpipe belegte. Im weiteren Saisonverlauf kam er bei den Juniorenweltmeisterschaften 2006 im Vivaldi Park auf den 40. Platz und bei seiner ersten Teilnahme an Olympischen Winterspielen im Februar 2006 in Turin auf den 43. Platz in der Halfpipe. Im folgenden Jahr belegte er bei den Juniorenweltmeisterschaften in Bad Gastein den 41. Platz im Big Air und bei den Weltmeisterschaften in Arosa den 63. Platz in der Halfpipe sowie den 22. Rang im Big Air. In der Saison 2007/08 holte er in der Halfpipe in Bardonecchia seinen einzigen Weltcupsieg und erreichte zum Saisonende mit dem 14. Platz im Halfpipe-Weltcup sein bestes Gesamtergebnis. In der Saison 2008/09 kam er im Weltcup mit zwei Top-Zehn-Platzierungen auf den 19. Platz im Halfpipe-Weltcup und bei den Snowboard-Weltmeisterschaften 2009 in Gangwon auf den 25. Platz in der Halfpipe sowie auf den 20. Rang im Big Air. Im folgenden Jahr errang er bei den Olympischen Winterspielen 2010 in Vancouver den 39. Platz in der Halfpipe und gewann bei den Juniorenweltmeisterschaften 2010 in Cardrona die Bronzemedaille in der Halfpipe. Bei den Snowboard-Weltmeisterschaften 2011 in La Molina belegte er den 24. Platz in der Halfpipe und bei den Snowboard-Weltmeisterschaften 2013 im Stoneham den 41. Platz in der Halfpipe sowie den 20. Rang im Big Air. Seinen 29. und damit letzten Weltcup absolvierte er im März 2013 in der Sierra Nevada, welchen er auf dem 73. Platz im Slopestyle beendete.

## Teilnahmen an Weltmeisterschaften und Olympischen Winterspielen

### Olympische Spiele
- 2006 Turin: 43. Platz Halfpipe
- 2010 Vancouver: 39. Platz Halfpipe

### Weltmeisterschaften
- 2007 Arosa: 22. Platz Big Air, 63. Platz Halfpipe
- 2009 Gangwon: 20. Platz Big Air, 25. Platz Halfpipe
- 2011 La Molina: 24. Platz Halfpipe
- 2013 Stoneham: 20. Platz Big Air, 41. Platz Halfpipe

## Weltcupsiege und Weltcup-Gesamtplatzierungen

### Weltcupsiege
| Nr. | Datum           | Ort          | Disziplin |
| --- | --------------- | ------------ | --------- |
| 1.  | 27. Januar 2008 | Bardonecchia | Halfpipe  |

### Weltcup-Gesamtplatzierungen
| Saison  | Gesamt | Gesamt | Freestyle | Freestyle | Halfpipe | Halfpipe |
| Saison  | Punkte | Platz  | Punkte    | Platz     | Punkte   | Platz    |
| ------- | ------ | ------ | --------- | --------- | -------- | -------- |
| 2005/06 | 319    | 178.   | -         | -         | 319      | 60.      |
| 2006/07 | 138    | 196.   | -         | -         | 138      | 63.      |
| 2007/08 | 1252   | 64.    | -         | -         | 1228     | 14.      |
| 2008/09 | 1108   | 72.    | -         | -         | 1108     | 19.      |
| 2009/10 | 754    | 100.   | -         | -         | 754      | 31.      |
| 2010/11 | -      | -      | 220       | 95.       | 220      | 51.      |
| 2011/12 | -      | -      | 290       | 65.       | 290      | 33.      |
| 2012/13 | -      | -      | 44        | 145.      | 30       | 80.      |